# Schewenksville
Schewenksville es un distrito del condado de Montgomery en Pensilvania, Estados Unidos. Según el censo del año 2000 el distrito tenía 1693 habitantes.

## Geografía
Schewenksville se sitúa en las coordenadas geográficas 40°15′23″N 75°27′54″O / 40.25639, -75.46500 y tiene una superficie de 1km2.

## Demografía
Sefún de 2000, había 1.693 personas, 626 hogares, 639.0/km². La composición racial de la ciudad era 94,21% blanco, 2,84% africamericano, 1,12% asiáticos, 0,06% De las islas del Pacífico, 0,59% de otras razas y 1,18% de dos o más razas. Hispanos o latinos de cualquier raza eran el 2,13% de la población.

## Gobierno
El distrito se gobierna por un alcalde y siete miembros de consejo. El alcalde se llama Joseph Giunta.